# Hesperomyia petiolata
Hesperomyia petiolata är en tvåvingeart som först beskrevs av Townsend 1919.  Hesperomyia petiolata ingår i släktet Hesperomyia och familjen parasitflugor.
Artens utbredningsområde är Arizona. Inga underarter finns listade i Catalogue of Life.